# Veszkény
Veszkény – wieś i gmina w północno-zachodniej części Węgier, w pobliżu miasta Kapuvár. Miejscowość leży na obszarze Małej Niziny Węgierskiej, w pobliżu granicy austriackiej. Administracyjnie należy do powiatu Kapuvár, wchodzącego w skład komitatu Győr-Moson-Sopron.
Gmina Veszkény liczy 922 mieszkańców (2009) i zajmuje obszar 10,35 km².